# Communauté de communes des Quatre Rivières (Haute-Savoie)
Pour les articles homonymes, voir Communauté de communes des Quatre Rivières.
La communauté de communes des Quatre Rivières est une communauté de communes française du département de la Haute-Savoie.

## Composition
La communauté de communes est composée des 11 communes suivantes :

| Nom                   | Code Insee | Gentilé         | Superficie (km2) | Population (dernière pop. légale) | Densité (hab./km2) |
| --------------------- | ---------- | --------------- | ---------------- | --------------------------------- | ------------------ |
| Marcellaz (siège)     | 74162      | Marcellanais    | 4,17             | 1 072 (2022)                      | 257                |
| Faucigny              | 74122      | Faucignerands   | 4,91             | 655 (2022)                        | 133                |
| Fillinges             | 74128      | Fillingeois     | 11,67            | 3 550 (2022)                      | 304                |
| Mégevette             | 74174      | Mégevans        | 21,66            | 606 (2022)                        | 28                 |
| Onnion                | 74205      | Onnionais       | 18,97            | 1 281 (2022)                      | 68                 |
| Peillonnex            | 74209      | Peillonnexois   | 6,4              | 1 363 (2022)                      | 213                |
| Saint-Jean-de-Tholome | 74240      | Tholomiens      | 12,37            | 1 157 (2022)                      | 94                 |
| Saint-Jeoire          | 74241      | Saint-Jeoiriens | 22,75            | 3 423 (2022)                      | 150                |
| La Tour               | 74284      |                 | 7,73             | 1 353 (2022)                      | 175                |
| Ville-en-Sallaz       | 74304      | Villageois      | 3,37             | 918 (2022)                        | 272                |
| Viuz-en-Sallaz        | 74311      | Viuziens        | 20,99            | 4 668 (2022)                      | 222                |

## Compétences (à jour au 3 septembre 2015)

### Obligatoires
Aménagement de l'espace
- Élaboration, approbation, révision et suivi d’un Schéma de Cohérence Territoriale (SCOT) avec les autres collectivités ou EPCI membres du Syndicat Mixte SCOT des Trois Vallées,
- Instruction des Autorisations d’occupation des Sols (ADS),
- Mise à disposition des habitants d’un service chargé d’exercer une mission de conseil en architecture, urbanisme et environnement – Service Architecte Conseil,
- Études et contrats structurants d’aménagement du territoire : Diagnostic, définition du contenu, mise en œuvre, animation et gestion du Contrat de Développement Durable Rhône Alpes (CDDRA)  en convention avec l’ARC –Syndicat Mixte,
- Organisation des services de transports publics de voyageurs, y compris les transports scolaires à travers une participation à un Syndicat Mixte couvrant l’ensemble du périmètre du PTU (SM4CC-Proxim'iTi)

Développement économique
- Actions de promotion, de prospection dans le domaine économique, aide à l’implantation d’entreprises,
- Étude, mise en place et gestion d’un Fonds d’Intervention pour les Services, Artisanat et le Commerce de proximité sur l’ensemble du territoire de la Communauté (FISAC intercommunal),
- Création et réalisation de zones d’activités économiques d’intérêt communautaire sur la base des acquisitions foncières correspondantes,
- Gestion de l’immeuble des Quatre Rivières situé à Viuz en Sallaz à la suite de sa réhabilitation et de sa transformation partielle en locaux à usage de musée et de locaux commerciaux,
- Actions de soutien au développement des infrastructures et des réseaux de communications électroniques et au développement numérique.

### Optionnelles
Environnement
- Protection et mise en valeur de l'environnement : Défense et protection de l’espace, défense et protection des sites naturels ou remarquables, défense,
- protection et aménagement des plans d’eau et cours d’eau notamment à travers les actions contractuelles relatives à la gestion et l’aménagement de ces derniers telles que les contrats de rivières (Giffre/Risse et Menoge/Foron) et le Schéma d’Aménagement et de Gestion des Eaux (Sage Bassin Versant de l'Arve),
- Organisation et gestion de la collecte, du transport, du traitement, de l’élimination et de la valorisation des déchets ménagers et assimilés
- Mise en place et gestion d’un réseau de déchetteries : Création, construction, étude, aménagement et gestion des déchetteries nouvelles et existantes ou d’activités décentralisées de ces déchetteries.

Politique du logement et du cadre de vie
- Mise en place d’Opérations Programmées d’Amélioration de l’Habitat (OPAH) d’intérêt communautaire.

Construction, entretien et fonctionnement des équipements culturels, sportifs et d'enseignement
- Recherche de terrains en vue de la construction d'un collège d'enseignement secondaire du premier degré et des équipements sportifs importants,
- Gestion du site du château de Faucigny,
- Mise à disposition de locaux pour l’accueil de l’Association Paysalp et de la Maison de la Mémoire.

Actions sociales d'intérêt communautaire
- Études, acquisitions, viabilisations et réserves foncières des terrains nécessaires à l’implantation du futur hôpital intercommunal Annemasse-Bonneville, hors infrastructure routière. Pour l’exercice de cette compétence, la CC4R adhère au Syndicat Mixte de développement de l’Hôpital Intercommunal Annemasse/Bonneville.
- Création et animation d’une Commission Intercommunale pour l’accessibilité aux personnes handicapées et à mobilité réduite.
- Actions en direction de l’enfance et la jeunesse dans le cadre des politiques contractuelles : Accueil de Loisirs Sans Hébergement (ALSH) / Point Information Jeunesse (PIJ) / Lieu d’Accueil Enfant Parent (LAEP) / MJCI.
- Convention d’objectifs avec l’ADMR de St Jeoire pour contribuer financièrement à la mise place d’un service d’aide à la personne
- Coordination entre les acteurs locaux et les institutions publiques et privées (CCAS, Conseil Général…) pour une action de prévention et de développement social, notamment la gestion d’une épicerie sociale d’intérêt communautaire.

### Facultatives
Actions culturelles d'intérêt communautaire
- Développement de la lecture publique et mise en réseau des bibliothèques communales : informatisation, animation du réseau, création d’un fond d’ouvrages communautaire, mise en œuvre d’une programmation, actions de formation des acteurs du réseau, adhésion à Genevois biblio / Savoie Biblio,
- Développement de l’enseignement musical dans les écoles et sur le territoire en favorisant les actions des écoles de musique présentes sur le territoire,
- Acquisition et gestion d’équipements événementiels mobiles destinés à l’ensemble des communes (scènes, chapiteaux…),
- Convention d’objectifs avec l’association
- Pausalp pour la mise en œuvre d’une politique patrimoniale et culturelle intéressant le territoire de la CC4R,
- Convention d’objectifs avec l’association MJCI « les Clarines » pour la mise en œuvre d’une politique d’animation culturelle et d’éducation populaire intéressant le territoire de la CC4R,
- Convention d’objectifs avec les associations participant de manière générale ou à l’occasion d’un évènement spécifique à la mise en œuvre d’actions culturelles d’intérêt communautaire.

Politique de développement touristique d'intérêt communautaire
- Réalisation d’études, aménagements, gestion, balisages et entretien d’itinéraires et de sentiers permettant la création d’un maillage cohérent du territoire en adéquation avec la charte départementale du PDIPR (équestre, pédestre et cycliste).
- Une cartographie précise des sentiers d’intérêt communautaire sera définie par un règlement de gestion des sentiers / itinéraires de randonnées de la CC4R. (Délibération du Conseil Communautaire)
- Aménagement touristique et gestion du Lac du Môle et de ses alentours.

Agriculture d'intérêt communautaire
- Participation et mise en œuvre de la politique contractuelle liée aux alpages – Plan Pastoral Territorial du Roc d'Enfer
- Actions liées à la mise en œuvre du PSADER dans le cadre du CDDRA
- Promotion et soutien financier au monde agricole du territoire
- Mise en place des schémas de desserte par secteur ou sous-secteur pour les massifs boisés